# Дэвис, Брэд
Ро́берт Крил «Брэд» Дэ́вис (англ. Robert Creel «Brad» Davis; 6 ноября 1949 — 8 сентября 1991) — американский актёр. За свою недолгую жизнь успел исполнить более 30 киноролей, самыми прославленными из которых стали Билли Хэйс («Полуночный экспресс»), принёсшую ему премию «Золотой глобус», и матрос Керель («Керель»).

## Биография
Брэд Дэвис родился в столице штата Флорида в городе Таллахасси в семье дантиста Юджина Дэвиса и его жены Энн Крил. Согласно статье в газете Нью-Йорк таймс, в детстве подвергался физическому и сексуальному насилию обоими родителями. У него есть брат, также актёр Джин Дэвис (англ. Gene Davis).
После окончания школы Дэвис переехал в штат Джорджия, чтобы начать карьеру актёра. Здесь после того, как он выиграл конкурс музыкальных талантов, Дэвис работал в театре Атланты и дважды ездил в Нью-Йорк в поисках работы. Перебравшись в Нью-Йорк, Дэвис посещал Американскую Академию Драматических Искусств, одновременно выступая в «American Place Theater».
В Нью-Йорке Бобби (Роберт) Дэвис сменил имя на Брэд Дэвис, так как уже был актёр с именем Роберт Дэвис.
Продолжая играть в офф-бродвейских постановках, Дэвис также дебютировал в кино в телевизионном фильме «Как пережить замужество» (англ. How to Survive Marriage). В 1976 году он снялся в фильме «Сибил».
Успех пришёл к нему в 1978 году, после исполнения главной роли Билли Хэйса в фильме Алана Паркера по сценарию Оливера Стоуна «Полуночный экспресс». За эту роль Брэд Дэвис получил премию «Золотой глобус» как лучший актёр-дебютант.
После блистательно исполненной роли в «Полуночном экспрессе» Дэвис получил предложение от Райнера Вернера Фассбиндера сняться в его фильме «Керель». Несмотря на профессиональный риск (роль матроса-гомосексуалиста и убийцы), а также на то, что и ранее Дэвис играл в спектаклях, затрагивающих гомосексуальную тематику, Дэвис согласился на роль.
В 1976 году Дэвис женился на кастинг-директоре Сьюзан Блюстейн. Их сын, Алекс Блю Дэвис, также является актёром. После смерти мужа Сьюзан Блюстейн совместно с Хилари Де Врайс написала мемуары, которые называются «После полуночи: Жизнь и смерть Брэда Дэвиса».
В 1985 году актёру поставили диагноз СПИД. Дэвис держал этот факт в секрете практически до самой смерти, продолжая сниматься в кино и играть в театре. В свои последние годы Дэвис признал, что болен, и стал активистом по борьбе со СПИДом, обвиняя голливудскую индустрию и правительство США в игнорировании и избегании гласности в отношении жертв, пострадавших от страшной болезни.
Сперва считалось, что актёр умер от СПИДа, но в мемуарах его жена Сьюзан пишет, что он умер от передозировки наркотиков, совершив ассистированный суицид (эвтаназию). Незадолго до своей смерти, испытывая серьёзные боли, он решил вернуться домой из больницы и дома прожить последние дни, где и совершил самоубийство. Сьюзан до сих пор продолжает быть активисткой по борьбе со СПИДом.

## Избранная фильмография
| Год  |   | Русское название      | Оригинальное название   | Роль                                |
| ---- | - | --------------------- | ----------------------- | ----------------------------------- |
| 1976 | ф | Сибил                 | Cybil                   | Ричард                              |
| 1978 | ф | Полуночный экспресс   | Midnight Express        | Билли Хэйс                          |
| 1981 | ф | Огненные колесницы    | Chariots of Fire        | американский спринтер Джексон Шольц |
| 1982 | ф | Керель                | Querelle                | матрос Керель                       |
| 1990 | ф | Заговор убить Гитлера | The Plot to Kill Hitler | Клаус фон Штауффенберг              |
| 1991 | ф | Затяжной выстрел      | Hangfire                | Шериф Айк Слейтон                   |

## Награды и номинации
| Год  | Ассоциация                    | Категория                                               | Работа              | Результат |
| ---- | ----------------------------- | ------------------------------------------------------- | ------------------- | --------- |
| 1978 | Круг кинокритиков Канзас-Сити | Лучшая мужская роль                                     | Полуночный экспресс | Победа    |
| 1979 | BAFTA                         | Лучшая мужская роль                                     | Полуночный экспресс | Номинация |
| 1979 | BAFTA                         | Самый многообещающий дебютант, исполнивший главную роль | Полуночный экспресс | Номинация |
| 1979 | «Золотой глобус»              | Лучшая мужская роль — драма                             | Полуночный экспресс | Номинация |
| 1979 | «Золотой глобус»              | Лучший дебют актёра                                     | Полуночный экспресс | Победа    |